# Grand Prix Argentiny 1974

Jedenáctá Grand Prix Argentiny (XI Gran Premio de la Republica Argentina) se jako 236. Velká cena Formule 1 konala 13. ledna 1974 na okruhu Buenos Aires. Závod měl 53 kol o délce 5,968 km, celkem vozy urazily 316,304 km. Závod skončil 8. vítězstvím Denny Hulmeho a 9. vítězstvím vozu stáje McLaren.

## Stupně vítězů
|            | Denny Hulme |                |
| Niki Lauda | 1           | Clay Regazzoni |
| 2          |             | 3              |
|            |             |                |

## Výsledky
| Pozice | Jezdec               | Vůz             | Čas                  |
| ------ | -------------------- | --------------- | -------------------- |
| 1      | Denny Hulme          | McLaren M23     | 1:41'02.01           |
| 2      | Niki Lauda           | Ferrari 312B3   | á 0:09,27            |
| 3      | Clay Regazzoni       | Ferrari 312B3   | á 0:20,41            |
| 4      | Mike Hailwood        | McLaren M23     | á 0:31,79            |
| 5      | Jean-Pierre Beltoise | BRM P160E       | á 0:51,84            |
| 6      | Patrick Depailler    | Tyrrell 005     | á 1:52,48            |
| 7      | Carlos Reutemann     | Brabham BT44    | á 1 kolo/bez paliva  |
| 8      | Howden Ganley        | March 741       | á 1 kolo /bez paliva |
| 9      | Henri Pescarolo      | BRM P160E       | á 1 kolo             |
| 10     | Emerson Fittipaldi   | McLaren M23     | á 1 kolo             |
| 11     | Guy Edwards          | Lola T370       | á 2 kola             |
| 12     | John Watson          | Brabham BT42    | á 4 kola             |
| 13     | Ronnie Peterson      | Lotus 72E       | á 5 kol              |
| Kolo   | Odstoupili           | -               | -                    |
| 45     | Graham Hill          | Lola T370       | Motor                |
| 36     | Jacky Ickx           | Lotus 72E       | Spojka               |
| 36     | Richard Robarts      | Brabham BT44    | Převodovka           |
| 31     | Hans-Joachim Stuck   | March 741       | Spojka               |
| 31     | Francois Migault     | BRM P160E       | Hladina vody         |
| 25     | Jody Scheckter       | Tyrrell 006     | Motor                |
| 21     | Carlos Pace          | Surtees TS16    | Suspensor            |
| 19     | Arturo Merzario      | Iso Marlboro FW | Přehřátí             |
| 11     | James Hunt           | March 731       | Přehřátí             |
| 10     | Jochen Mass          | Surtees TS16    | Motor                |
| 1      | Peter Revson         | Shadow DN3      | Nehoda               |
| 0      | Jean-Pierre Jarier   | Shadow DN1      | Nehoda               |
| -      | Nestartovali         | -               | -                    |
| -      | Rikky von Opel       | Ensign N174     | -                    |

### Nejrychlejší kolo
- Clay Regazzoni 1:52"10 Ferrari – 191,658 km/h

### Vedení v závodě
- 1.-2. kolo - Ronnie Peterson
- 3. - 51. kolo - Carlos Reutemann
- 52.-53. kolo - Denny Hulme

### Postavení na startu
| 1. řada  | 2                                 | 1                                   |
|          | Clay Regazzoni Ferrari 1'50.96    | Ronnie Peterson Lotus 1'50.78       |
| 2. řada  | 4                                 | 3                                   |
|          | Peter Revson Shadow 1'51.30       | Emerson Fittipaldi McLaren 1'51.06  |
| 3. řada  | 6                                 | 5                                   |
|          | Carlos Reutemann Brabham 1'51.55  | James Hunt March 1'51.52            |
| 4. řada  | 8                                 | 7                                   |
|          | Niki Lauda Ferrari 1'51.81        | Jacky Ickx Lotus 1'51.70            |
| 5. řada  | 10                                | 9                                   |
|          | Denny Hulme McLaren 1'52.06       | Mike Hailwood McLaren 1'51.86       |
| 6. řada  | 12                                | 11                                  |
|          | Jody Scheckter Tyrrell 1'52.47    | Carlos Pace Surtees 1'52.20         |
| 7. řada  | 14                                | 13                                  |
|          | Jean-Pierre Beltoise BRM 1'53.18  | Arturo Merzario Iso Malboro 1'53.14 |
| 8. řada  | 16                                | 15                                  |
|          | Jean-Pierre Jarier Shadow 1'53.66 | Patrick Depailler Tyrrell 1'53.27   |
| 9. řada  | 18                                | 17                                  |
|          | Jochen Mass Surtees 1'53.90       | Graham Hill Lola 1'53.90            |
| 10. řada | 20                                | 19                                  |
|          | John Watson Brabham 1'54.39       | Howden Ganley March 1'54.21         |
| 11. řada | 22                                | 21                                  |
|          | Richard Robarts Brabham 1'54.73   | Henri Pescarolo BRM 1'54.67         |
| 12. řada | 24                                | 23                                  |
|          | Francois Migault BRM 1'55.43      | Hans-Joachim Stuck March 1'55.19    |
| 13. řada | 26                                | 25                                  |
|          | Rikky von Opel Ensign 1'57.86     | Guy Edwards Lola 1'56.43            |
| -------- | --------------------------------- | ----------------------------------- |

### Zajímavosti
- Poprvé se v GP představil Guy Edwards, Hans-Joachim Stuck a Richard Robarts.
- V závodě se poprvé představily vozy Brabham BT44, Iso Malboro FW, Lola T370, March 741, Shadow DN3, Surtees TS16.
- Vůz se startovním číslem 18 startoval v 200 GP.
- Ronnie Peterson startoval po 10 z pole positions.
- 164. GP pro Grahama Hilla – nový rekord

| Pole position   | Vítězství    | Nej. kolo      |
| Ronnie Peterson | Denny Hulme  | Clay Regazzoni |
| Lotus 72E       | McLaren M23  | Ferrari 312B3  |
| 1'50.78         | 1:41'02.01   | 1'52.10        |
| 193.941 km/h    | 187.841 km/h | 191.657 km/h   |
| --------------- | ------------ | -------------- |

### Stav MS
- Zelená - vzestup
- Červená - pokles

| * | Jezdec               | Body |
| - | -------------------- | ---- |
| 1 | Denny Hulme          | 9    |
| 2 | Niki Lauda           | 6    |
| 3 | Clay Regazzoni       | 4    |
| 4 | Mike Hailwood        | 3    |
| 5 | Jean-Pierre Beltoise | 2    |
| 6 | Patrick Depailler    | 1    |

| * | Vůz     | Body |
| - | ------- | ---- |
| 1 | McLaren | 9    |
| 2 | Ferrari | 6    |
| 3 | BRM     | 2    |
| 4 | Tyrrell | 1    |

| * | Jezdec         | Body |
| - | -------------- | ---- |
| 1 | Nový Zéland    | 9    |
| 2 | Rakousko       | 6    |
| 3 | Švýcarsko      | 4    |
| 4 | Velká Británie | 3    |
| 5 | Francie        | 3    |